# Art Madrid
La Feria de Art Contemporáneo Art Madrid es una de las principales ferias de arte en España de arte contemporáneo. Galerías nacionales e internacionales se dan cita anualmente a mediados de febrero en la ciudad de Madrid.

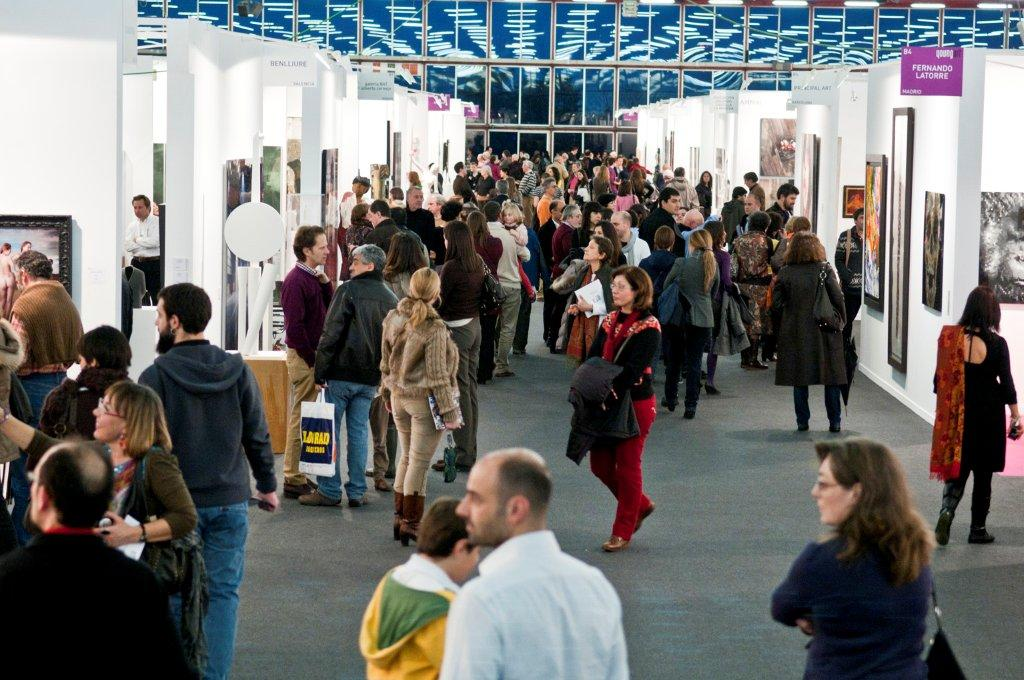
Feria Art Madrid 2011
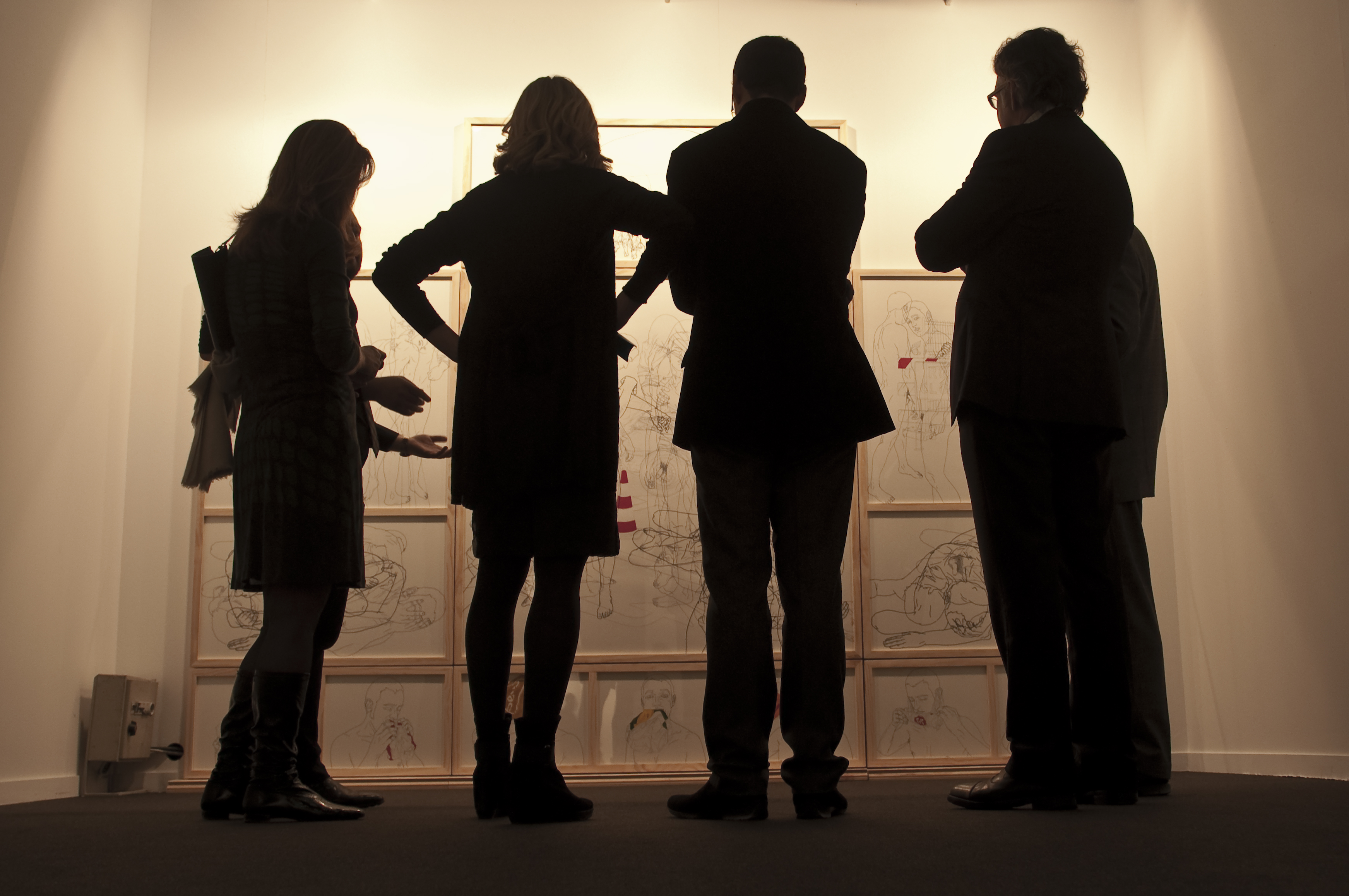
Feria Art Madrid 2012
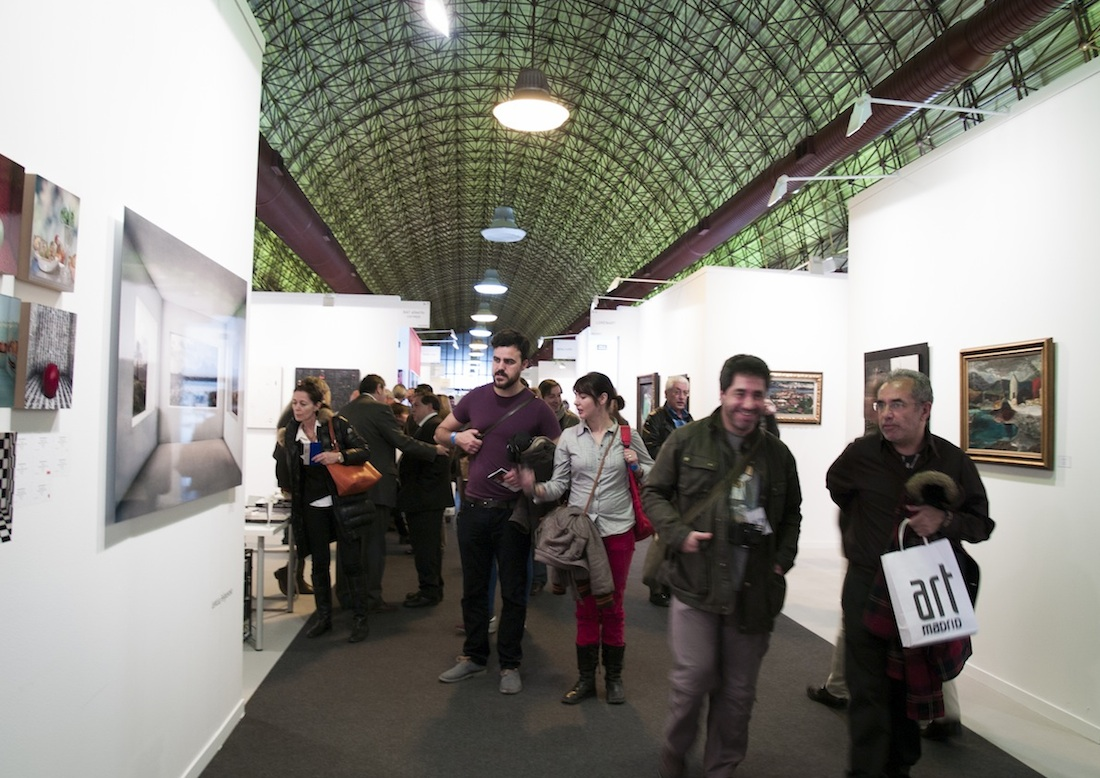
Feria Art Madrid 2013

## El inicio
Su nacimiento en 2006 responde a la necesidad de diversificar el mercado de arte nacional, cada vez más amplio y complejo. Discurre en paralelo a la Feria de Arte Internacional ARCO, sumándose al modelo de ferias simultáneas de otras ciudades del mundo. En la actualidad se ha consolidado como una plataforma expositiva de galerías jóvenes y consolidadas, además de cubrir una selección de piezas de vanguardia histórica que completan la oferta.

## 9.ª edición
En la 9.ª Edición de la feria de Art Madrid Contemporáneo, el cambio de ubicación respecto años anteriores responde a la propia consolidación del evento. En la Galería de Cristal de CentroCentro (Edificio Palacio de Telecomunicaciones en Plaza Cibeles) que dispone de un espacio de 2800 m²,se reúnen 43 galerías en total y más de 200 artistas. El Programa de la feria se divide en «PROGRAMA GENERAL» con un total de 37 galerías de las cuales dos participan en «ONE PROJECT» junto con otras seis. En total, ocho proyectos en formato "solo show" comisariado por Javier Rubio Nomblot y Carlos Delgado Mayordomo, críticos y comisarios independientes. Dentro de las actividades culturales, se crea por primera vez «MI PRIMERA FERIA», actividad sociocultural que impulsa la percepción del arte en edades infantiles.
Completando la oferta cultural, se realizan varias CICLOS DE MESAS REDONDAS en Casa de América con diferentes charlas que toman parte del intenso debate del arte contemporáneo.